# Platon (egzarcha)
Platon (grec. Πλάτων) – egzarcha Rawenny w latach 645-649.
Jego rządy w egzarchacie upłynęły na konflikcie z papieżem Teodorem I dotyczącym monoteletyzmu.  